# Rampage World Tour
Rampage World Tour est un jeu vidéo d'action initialement sorti en 1997 et fonctionne sur Nintendo 64, PlayStation, Game Boy Color, Saturn, arcade et Windows. Le jeu a été édité par Midway.
En 2007, le jeu est sorti sur le PlayStation Network de la PlayStation 3. Le jeu fait partie de la série Rampage.

## Postérité
En 2018, la rédaction du site Den of Geek mentionne le jeu en 49e position d'un top 60 des jeux PlayStation sous-estimés : « Rampage World Tour est une variante plus moderne du classique des années 1980, au gameplay certes simple, mais toujours aussi fun qu'à l'époque. »